# Prionapteryx mesozonalis
Prionapteryx mesozonalis là một loài bướm đêm trong họ Crambidae.